# Martwiec
Martwiec är ett berg i Tjeckien.   Det ligger i regionen Hradec Králové, i den nordöstra delen av landet, 130 km nordost om huvudstaden Prag. Toppen på Martwiec är 668 meter över havet.
Terrängen runt Martwiec är kuperad åt sydväst, men åt nordost är den platt.Runt Martwiec är det ganska glesbefolkat, med 32 invånare per kvadratkilometer. Närmaste större samhälle är Trutnov, 13,2 km sydväst om Martwiec. I omgivningarna runt Martwiec växer i huvudsak barrskog.